# アステュオコス
アステュオコス（希：Αστύοχος 、ラテン文字転記：Astyochos、紀元前5世紀、生没年不明）はペロポネソス戦争期のスパルタの提督（ナウアルコス）である。
アステュオコスはケンクレイアイで前任者のメランクリダスから引き継いで紀元前412年にスパルタの提督（任期は秋に始まり秋に終わる一年）、即ちペロポネソス同盟連合艦隊の総司令官に任命された。そしてアステュオコスは4隻の船団を率いて同盟国のキオスへと向かった。アテナイ艦隊25隻がキオス島の北のレスボス島入りしたのを知ると、彼はキオス船1隻を加えて救援に赴いた。しかし、エレソスに来たところでレスボスの主邑ミュティレネが落ちたのを知ると、アステュオコスはレスボスのエレソスをアテナイとの同盟から離反させ、重装歩兵を船から降ろして陸路でアンティッサとメテュムネに送り、自らも海路でメテュムネへと向かった。しかし、レスボスでの戦況が不利になり始めると彼は部隊をまとめてキオスに戻った。
スパルタ人テリメネスとシュラクサイ人ヘルモクラテスの率いる連合艦隊55隻のイアソス湾への到着、アケメネス朝ペルシアとスパルタとの同盟の締結を知ると、アステュオコスは対アテナイ作戦を再開した。アステュオコスは20隻を率いてプテレオンを攻撃したが、攻略に失敗した。このため、クラゾメナイへと向かい、ペルシアのイオニア長官タモスと共にアテナイとの同盟からの離反を説く。しかし、説得に失敗したため、攻撃を仕掛けて占領した。レスボスからアテナイとの同盟からの離反を伝える使節がやってくると、アステュオコスはキオスに戻り、キオス人とスパルタの将軍ペダリトス（エリュトライから500人の重装歩兵と5隻の船を伴ってやってきた）にレスボスへの援軍を提案したが、反対にあって断念した。その後、アステュオコスはコリントス船5隻、メガラ船6隻、ヘルミオネ船1隻、ラコニア船（数は不明）を率いてミレトスへ、続いてイオニアのエリュトライ領コテュスに入港した。しかし、キオスでのエリュトライ人捕虜の反乱の計画を知らされると、アステュオコスは取って返し、容疑者の取調べをした後、再びミレトスへと向かい、冬に到着した。
同年にスパルタ（代表はテリメネス）とペルシア（代表はティッサフェルネス）との軍事同盟が更新され、テリメネスはアステュオコスに手持ちの艦隊を引き渡して帰国した。その一方でアステュオコスを取り巻く環境は悪化していた。キオス人はスパルタの施政に不満を抱いており、またキオスに上陸したアテナイ軍がデルフィニオンを占領し、キオスを守るペダリトスはアステュオコスに救援を要請した。しかし、アステュオコスが救援をよこさなかったため、ペダリトスはスパルタ本国にアステュオコス弾劾の手紙を書いた。このためにスパルタ本国はアステュオコスの監督のためにアンティステネスを主席としたスパルタ人幕僚11人を20隻の船団と共に派遣した。幕僚たちには場合によってはアステュオコスを解任し、アンティステネスを新たな提督に挿げ替える権限が与えられていた。
幕僚とその船団27隻（おそらく援軍を加えて増えた）がカリアのカウノスに到着したという知らせを受けたアステュオコスは彼らと合流するためにキオスからカウノスへと向かった。彼はその途中、シュメの海戦でカルミノス率いるアテナイ艦隊20隻を破り、クニドスで幕僚とその船団、さらにペルシアの太守ティッサフェルネスと合流した。しかし、幕僚の一人リカスがペルシアとの条約に文句をつけたため、怒ったティッサフェルネスは途中で自分の任地へと帰った。アステュオコスたちはロドスの有力者たちからの内通を受け、ロドス島全体を自分たちの側に加えようとして94隻の艦隊と共に同地に向かった。しかし、アテナイ艦隊の到着もあってか、多少の軍資金を得ただけで彼らは本来の目的を達成できずに引き返した。
その後、サモスにいるアテナイの将軍プリュニコスから、彼の政敵アルキビアデスの弾劾の手紙がアステュオコスの許に届く。アルキビアデスは有能な将軍だったこともあってか、アステュオコスはアルキビアデスが身を寄せるティッサフェルネスの許に向かい、アルキビアデスの弾劾を行った。そこでアルキビアデスはサモスのアテナイ軍にプリュニコスの背信を知らせる手紙を書き、プリュニコスは再びアステュオコスに手紙を送り、助けを求めた。しかし、プリュニコスは第二の手を打っていた。彼はアルキビアデスの手紙の到着に先んじてスパルタ軍に対してサモスの防備を固めて人々からの信頼を得たため、アルキビアデスの手紙が届いてもそれは信用されなかった。
紀元前411年、キオスがアテナイ軍の攻撃を受けたため、アステュオコス率いるペロポネソス連合艦隊はキオス救援に赴き、アテナイ軍を撃退する。次いでアステュオコスはキオスで船を集め、サモス、続いてミレトスへと向った。しかし、サモスでは何かをするでもなく手ぶらで帰った。かねてからの敵を上回る艦隊を有していながら海戦を避けるなどの消極的な姿勢、フォイニキア艦隊を送るというティッサフェルネスの空約束を信じて待機するなどしていたため、兵士たちの間でアステュオコスへの不満が高まった。このためにアステュオコスは海戦を決意し、112隻の艦隊を率いてミュカレへ行き、陸上部隊にもミュカレ行きを命じた。一方、ミュカレ領クラウケの82隻のアテナイ艦隊は数的な不利を悟り、サモスへと一旦引いた。ペロポネソス連合艦隊がミュカレに到着した翌日、サモスのアテナイ艦隊にストロンキビデスの増援26隻が到着した。108隻になったアテナイ艦隊はアステュオコスに海戦を挑むも、彼は応じなかった。ティッサフェルネスからの資金援助が滞り、給料が支払われなくなったため、兵士のアステュオコスへの不満はさらに高まり、海兵たちは暴動を起こし、アステュオコスは死にかける。その直後、後任提督のミンダロスが到着すると、アステュオコスは早々と帰国した。その後のアステュオコスについては不明である。

## 註
1. ↑  トゥキュディデス, VIII. 20
2. ↑  トゥキュディデス, VIII. 23
3. ↑  トゥキュディデス, VIII. 31
4. ↑  トゥキュディデス, VIII. 32
5. ↑  トゥキュディデス, VIII. 33, 36
6. ↑  トゥキュディデス, VIII. 38
7. ↑  トゥキュディデス, VIII. 39
8. ↑  トゥキュディデス, VIII. 41-43
9. ↑  トゥキュディデス, VIII. 44
10. ↑  トゥキュディデス, VIII. 50-51
11. ↑  トゥキュディデス, VIII. 63
12. ↑  トゥキュディデス, VIII. 78-79
13. ↑  トゥキュディデス, VIII. 83-85